# Bell Eagle Eye
El Bell Eagle Eye, Model 918, es un vehículo aéreo no tripulado estadounidense de rotores basculantes, que fue ofrecido como uno de los competidores en el programa VT-UAV (Vertical Takeoff - Unmanned Aerial Vehicle, Despegue Vertical - Vehículo Aéreo No Tripulado) de la Armada de los Estados Unidos.

## Desarrollo
El programa Eagle Eye comenzó en 1993 con el prototipo a escala 7/8 TR911X. El fuselaje de materiales compuestos fue diseñado y construido originalmente para Bell por la compañía de investigación californiana Scaled Composites. Los dos aviones demostradores estaban equipados por un motor turboeje Allison 250-C20 montado en el fuselaje central, con un sistema de transmisión que propulsaba un rotor basculante al final de cada ala.
El avión realizó su primer vuelo el 6 de marzo de 1998, y luego entró en un programa de pruebas de vuelo. La Fase 1 (pruebas de operaciones terrestres) fue completada en abril de 1998. La Fase 2 (pruebas marítimas) comenzó poco después. El primer prototipo se destruyó en un accidente, pero el segundo completó exitosamente el programa de pruebas.
Estos éxitos originaron la entrada en el programa Deepwater en 2002 y la construcción de un vehículo a escala real, llamado TR918, equipado con un motor turboeje Pratt & Whitney Canada PW207D.
Bell había promocionado el Eagle Eye durante una década sin encontrar un comprador, pero en el verano de 2002, la Guardia Costera de los Estados Unidos ordenó el UAV como parte del amplio esfuerzo Deepwater de reequipamiento del servicio. La máquina de la Guardia Costera era ligeramente mayor que el demostrador de la compañía y fue designado como Bell HV-911. Tenía una velocidad máxima de 370 km/h y una autonomía de 5,5 horas con una carga útil de 90 kilogramos. La USCG congeló más tarde los fondos para el desarrollo y la compra de los vehículos.
La Armada y el Cuerpo de Marines de los Estados Unidos también expresaron algún interés, y hubo consultas de varios gobiernos extranjeros. En el verano de 2004, Bell estableció una relación con Sagem de Francia y Rheinmetall Defense Electronics de Alemania para vender variantes del Eagle Eye a gobiernos europeos. Bell propuso proporcionar fuselajes en bruto, los socios europeos proporcionarían las cargas de pago y otros elementos como especificaran los clientes, y Bell realizaría la integración de sistemas.
El prototipo del Eagle Eye se estrelló en 2006, y Bell no pudo conseguir suficiente interés o dinero para mantener vivo el programa. Pero en enero de 2016, el Ejército de los Estados Unidos expuso que estaba buscando un UAV de tamaño medio "no dependiente de pistas", años después de perder interés en el Northrop Grumman MQ-8 Fire Scout. Aunque el Ejército no ha especificado si quiere un helicóptero, VTOL, convertiplano, lanzamiento y recuperación, u otro diseño no dependiente de pistas, Bell ve potencial en el Eagle Eye para satisfacer los requerimientos de aquel.

## Variantes
TR911X
Prototipo a escala 7/8. Dos construidos.
TR918
Prototipo a escala real. Uno construido.
HV-911
Versión propuesta para la USCG.

## Especificaciones (TR918)

### Características generales
- Longitud: 5,56 m
- Diámetro rotor principal: 3,05 m
- Altura: 1,88 m
- Área circular: 14,6 m²
- Peso vacío: 590 kg
- Peso cargado: 1020 kg
- Planta motriz: 1× turboeje Pratt & Whitney Canada PW207D.
  - Potencia: 478 kW (641 hp)

### Rendimiento
- Velocidad nunca excedida (Vne): 360 km/h
- Alcance: 6 h
- Techo de vuelo: 6096 m (20000 pies)

### Armamento
- Otros: 91 kg de carga útil

### Desarrollos relacionados
- V-22 Osprey, otro avión con el mismo diseño de ala/hélice.